# Dacalana mio
Dacalana mio é uma espécie de borboleta da família Lycaenidae.